# Tomás Alves Júnior
Tomás Alves Júnior (1830 — 1895) foi um político brasileiro.
Era bacharel em Ciências Jurídicas e Sociais, formado pela Faculdade de Direito de São Paulo e em Letras, pelo Colégio Pedro II. Atuou como advogado na antiga Corte do Rio de Janeiro e foi Comendador da Ordem de Cristo. 
Na vida política, foi presidente da província de Sergipe, de 15 de agosto de 1860 a 26 de março de 1861.
Publicou Annotacoes theoricas e praticas ao codigo criminal (1864) e Curso de Direito Militar(1866)